# Condado de Oklahoma
O Condado de Oklahoma (em inglês:  Oklahoma County) é um dos 77 condados do estado americano do Oklahoma. A sede e maior cidade do condado é Oklahoma City, que é também a capital do estado. Foi fundado em 1890 e o seu nome provém das palavras choctaw "okla" e "humma", que significam "povo" e "vermelho".
O condado tem uma área de 1 860 km², dos quais 1 836 km² estão cobertos por terra e 25 km² por água, uma população de 718 633 habitantes, e uma densidade populacional de 391,4 hab/km² (segundo o censo nacional de 2010). É o condado mais populoso do Oklahoma.